# Vallersvikskyrkan
Vallersvikskyrkan är kyrkobyggnaden för Vallersviks ekumeniska församling som bildades 1990 i Vallersvik, Frillesås, Kungsbacka kommun i norra Hallands län.
Ursprungligen var namnet på kyrkan Minneskyrkan, till minne av Sveriges första baptistdop 1848 i Vallersvik (egentligen i Landa socken). Kyrkan ingår även som en del av den anläggning som Svenska Baptistsamfundet (numera Equmeniakyrkan) sedan 1907 ägde i Vallersvik. Verksamheten drevs från 2007 av Vallersviks ekumeniska församling, samt med stöd av Föreningen Vallersviks vänner, FVV.
Sedan januari 2010 ägs Vallersviks-anläggningen helt av Vallersviks ekumeniska församling och församlingen driver fortsättningsvis anläggningen med, liksom tidigare, stöd av FVV.

## Kyrkobyggnaden
Kyrkans äldre del, tillsammans med Minnesgården, är från 1932 och en tillbyggnad invigdes år 1962. Klockstapeln Åkallan, som också är från år 1962, står på en kulle utanför kyrkan. 
Kyrkan är numera riven och ersatt av en ny kyrkobyggnad, Vallersvikskyrkan, belägen vid stranden på platsen där Strandgården tidigare var belägen.

## Inventarier
I kyrkan finns celldörren från Skene (i nuvarande Marks kommun i Västra Götalands län), bakom vilken Sveriges första baptistförsamlings ledare, Fredrik Olaus Nilsson, satt häktad. 1850 blev F O Nilsson landsförvisad.